# II. třída okresu Nový Jičín
II. třída okresu Nový Jičín (okresní přebor II. třídy) patří společně s ostatními druhými třídami mezi osmé nejvyšší fotbalové soutěže v Česku. Je řízena Okresním fotbalovým svazem Nový Jičín. Hraje se každý rok od léta do jara se zimní přestávkou. 
Účastní se ji 14 týmů z okresu Nový Jičín, každý s každým hraje jednou na domácím hřišti a jednou na hřišti soupeře. Celkem se tedy hraje 26 kol. Vítězem se stává tým s nejvyšším počtem bodů v tabulce a postupuje do I. B třídy Moravskoslezského kraje – skupiny D. Poslední tým sestupuje do III. třídy okresu Nový Jičín. Do II. třídy vždy postupuje vítěz III. třídy.

## Vítězové
| Ročník     | Vítězný tým                     |
| ---------- | ------------------------------- |
| 1991/1992  | TJ Lokomotiva Suchdol nad Odrou |
| 1992/1993  | FC Vlčovice-Mniší               |
| 1993–2001  | ...                             |
| 2001/2002  | TJ Lokomotiva Suchdol nad Odrou |
| 2002/2003  | FC Libhošť                      |
| 2003/2004  | SK Velké Albrechtice            |
| 2004/2005  | TJ Mořkov                       |
| 2005/2006  | Fotbal Jakubčovice „B“          |
| 2006/2007  | Fotbal Fulnek „B“               |
| 2007/2008  | FK Starý Jičín                  |
| 2008/2009  | AFC Veřovice                    |
| 2009/2010  | FK Nový Jičín „B“               |
| 2010/2011  | FC Kopřivnice                   |
| 2011/2012  | Sokol Bordovice                 |
| 2012/2013  | TJ Jistebník                    |
| 2013/2014  | TJ Spálov                       |
| 2014/2015  | TJ Mořkov                       |
| 2015/2016  | Fotbal Fulnek                   |
| 2016/2017  | FK Pustějov                     |
| 2017/2018  | FK Skotnice                     |
| 2018/2019  | FK Tísek                        |
| 2019/2020# | TJ Kunín                        |
| 2020/2021# | TJ Kunín                        |
| 2021/2022  | TJ Slavia Stachovice            |
| 2022/2023  | TJ Odry                         |
| 2023/2024  | TJ Příbor                       |
| 2024/2025  | TJ Mořkov                       |
| 2025/2026  | [ 20 ]                          |

Poznámky
- # - ročník nedohrán vinou pandemie CoVid-19, uvedené týmy v době přerušení soutěže vedly tabulku